# Caesonius Bassus
Caesonius Bassus war ein römischer Politiker der Spätantike. Er ist als Konsul des Jahres 317 bezeugt.
In der früheren Forschung wird Bassus noch teilweise als Iunius Bassus geführt. Der korrekte Name lautet jedoch Caesonius Bassus, Bassus gehörte also zur gens der Caesonier. Mindestens vier Papyri geben den Namen so wieder. Er war wahrscheinlich ein Sohn des Lucius Caesonius Ovinius Manlius Rufinianus Bassus, Konsul 284 oder 285.